# Habkern
Habkern je obec v kantonu Bern, v okrese Interlaken-Oberhasli. Žije zde 639 obyvatel.

## Geografie
Habkern se nachází v pohoří Berner Oberland na hranici s oblastí Emmental, kterou tvoří řeka Hohgant. Sousedními obcemi ve směru hodinových ručiček od severu jsou Schangnau, Flühli v kantonu Lucern, Oberried am Brienzersee, Niederried bei Interlaken, Unterseen, Beatenberg a Eriz. Obec se skládá z osad Bohlseiten, Bort, Schwendi a Mittelbäuert, vlastního centra obce. Pod obcí se nachází jeskyně Siebenhengste-Hohgant. Nad Habkern-Bolsite leží vrchol Augstmatthorn.
V údolí Lombachtal u Habkernu leží Luegibodenblock, největší balvan ve Švýcarsku.

## Historie

Letecký pohled (1952)

První zmínka o Habcherronu pochází z roku 1275, kdy král Rudolf I. Habsburský uskutečnil výměnu s baronem von Eschenbach. V roce 1308, po zavraždění krále Albrechta I. Habsburského, připadla obec Habsbursko-Rakousku a později opatství Interlaken. Obyvatelé Habkernu trpěli nájezdy lidí z Unterwaldenu, zejména v roce 1342; v letech 1348–1349 povstali proti klášteru a v roce 1445 patřili ke spolku horalů. V roce 1528 byla po jen krátkém odporu zavedena reformace, Habkern byl odňat Goldswilu a přidělen k farnosti Unterseen, která se v roce 1529 stala součástí interlakenského panství. Od roku 1538 se v Habkernu jednou měsíčně konala bohoslužba evangelické reformované církve a v roce 1565 byl založen filiální kostel. Výstavbou nového kostela v roce 1666 se Habkern stal samostatnou evangelickou reformovanou farností.
Hlavním zaměstnáním a dobrým zdrojem příjmů bylo od středověku alpské zemědělství s výrobou tvrdého sýra a vývozem dobytka. Sklárna v Harzersbodenu přispěla v letech 1720 až 1778 k odlesnění oblasti, v 19. století pak následovalo vaření mléčného cukru. V roce 1828 se Habkern dočkal první průjezdné silnice z Unterseenu, ale ani ta nedokázala koncem 19. století zabránit chudobě a migraci do nížin nebo do zahraničí, protože nové metody jako pasterizace a chlazení při zpracování mléka snížily mezinárodní význam tvrdého sýra.

## Obyvatelstvo
| Rok            | 1764 | 1850 | 1880 | 1900 | 1930 | 1950 | 1960 | 1970 | 1980 | 1990 | 2000 | 2017 | 2023 |
| Počet obyvatel | 365  | 724  | 839  | 781  | 678  | 671  | 625  | 651  | 580  | 608  | 624  | 640  | 617  |

## Doprava
Do obce vede pouze regionální silnice. Obsluhu veřejnou dopravou zajišťují autobusy Postauto.